# Liangcheng
Liangcheng är ett härad som lyder under Ulanqabs stad på prefekturnivå i den autonoma regionen Inre Mongoliet i norra Kina. Det ligger omkring 82 kilometer sydost om regionhuvudstaden Hohhot.